# Гуам на літніх Олімпійських іграх 2016
Гуам на літніх Олімпійських ігор 2016 був представлений 5 спортсменами у 3 видах спорту. Жодної медалі спортсмени Гуаму не завоювали.

## Спортсмени
| Дисципліна     | Чоловіки | Жінки | Разом |
| -------------- | -------- | ----- | ----- |
| Легка атлетика | 1        | 1     | 2     |
| Велоспорт      | 1        | 0     | 1     |
| Плавання       | 1        | 1     | 2     |
| Разом          | 3        | 2     | 5     |

## Легка атлетика
Легенда
- Note – для трекових дисциплін місце вказане лише для забігу, в якому взяв участь спортсмен
- N/A = Коло відсутнє у цій дисципліні

Трекові і шосейні дисципліни
| Спортсмен      | Дисципліна                   | Попередній забіг | Попередній забіг | Чвертьфінал      | Чвертьфінал      | Півфінал         | Півфінал         | Фінал            | Фінал            |
| Спортсмен      | Дисципліна                   | Час              | Місце            | Час              | Місце            | Час              | Місце            | Час              | Місце            |
| -------------- | ---------------------------- | ---------------- | ---------------- | ---------------- | ---------------- | ---------------- | ---------------- | ---------------- | ---------------- |
| Джошуа Ілюстре | біг на 800 метрів (чоловіки) | DSQ              | DSQ              | Н/Д              | Н/Д              | Завершив виступ  | Завершив виступ  | Завершив виступ  | Завершив виступ  |
| Регіна Тугаде  | біг на 100 метрів (жінки)    | 12.52            | 3                | Завершила виступ | Завершила виступ | Завершила виступ | Завершила виступ | Завершила виступ | Завершила виступ |

## Велоспорт

### Маунтінбайк
| Спортсмен     | Дисципліна             | Час          | Місце        |
| ------------- | ---------------------- | ------------ | ------------ |
| Peter Lombard | маунтінбайк (чоловіки) | Не фінішував | Не фінішував |

## Плавання
| Спортсмен        | Дисципліна                   | Попередній заплив | Попередній заплив | Півфінал         | Півфінал         | Фінал            | Фінал            |
| Спортсмен        | Дисципліна                   | Час               | Місце             | Час              | Місце            | Час              | Місце            |
| ---------------- | ---------------------------- | ----------------- | ----------------- | ---------------- | ---------------- | ---------------- | ---------------- |
| Бенджамін Шульте | 100 метрів брасом (чоловіки) | 1:03.29           | 43                | Завершив виступ  | Завершив виступ  | Завершив виступ  | Завершив виступ  |
| Пілар Сімідзу    | 100 метрів брасом (жінки)    | 1:16.65           | 38                | Завершила виступ | Завершила виступ | Завершила виступ | Завершила виступ |